# 皇家蒙特婁高爾夫俱樂部

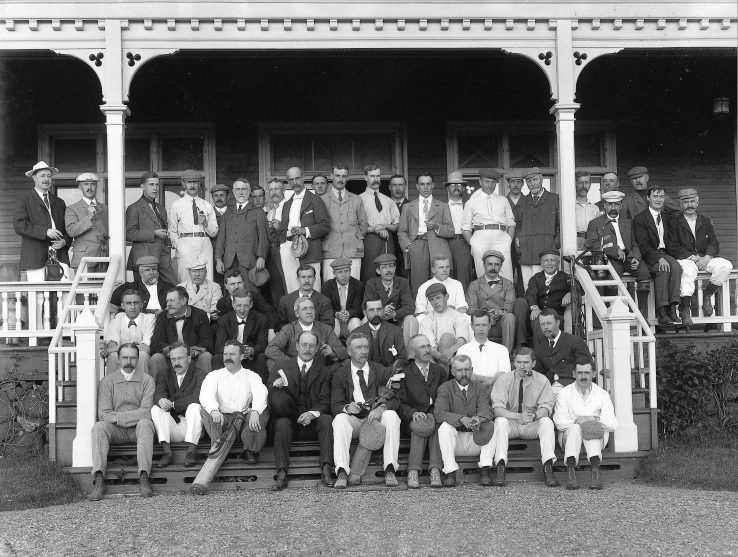

皇家蒙特婁高爾夫俱樂部（英語：The Royal Montreal Golf Club）是北美歷史最古老的高爾夫球場，創建於1873年。1884年，皇家蒙特婁俱樂部被維多利亞女王授予皇家地位。皇家蒙特婁俱樂部在2007年舉辦了總統杯，在2014年舉辦了加拿大公開賽。 蒙特利尔皇家高尔夫俱乐部每天上午 7:00 至晚上 10:00 开放。

## 外部連結
- 官方网站
- List of Civilian organizations with prefix "Royal" - Heritage Canada. （页面存档备份，存于）
- List of civilian organizations with the prefix "Royal" prepared by the Department of Canadian Heritage （页面存档备份，存于）
- Course rankings （页面存档备份，存于）

45°29′35″N 73°54′07″W / 45.493°N 73.902°W